# Vrbnica (Sjenica)
Vrbnica (Servisch cyrillisch Врбница) is een plaats in de Servische gemeente Sjenica. De plaats telt 169 inwoners (2002).

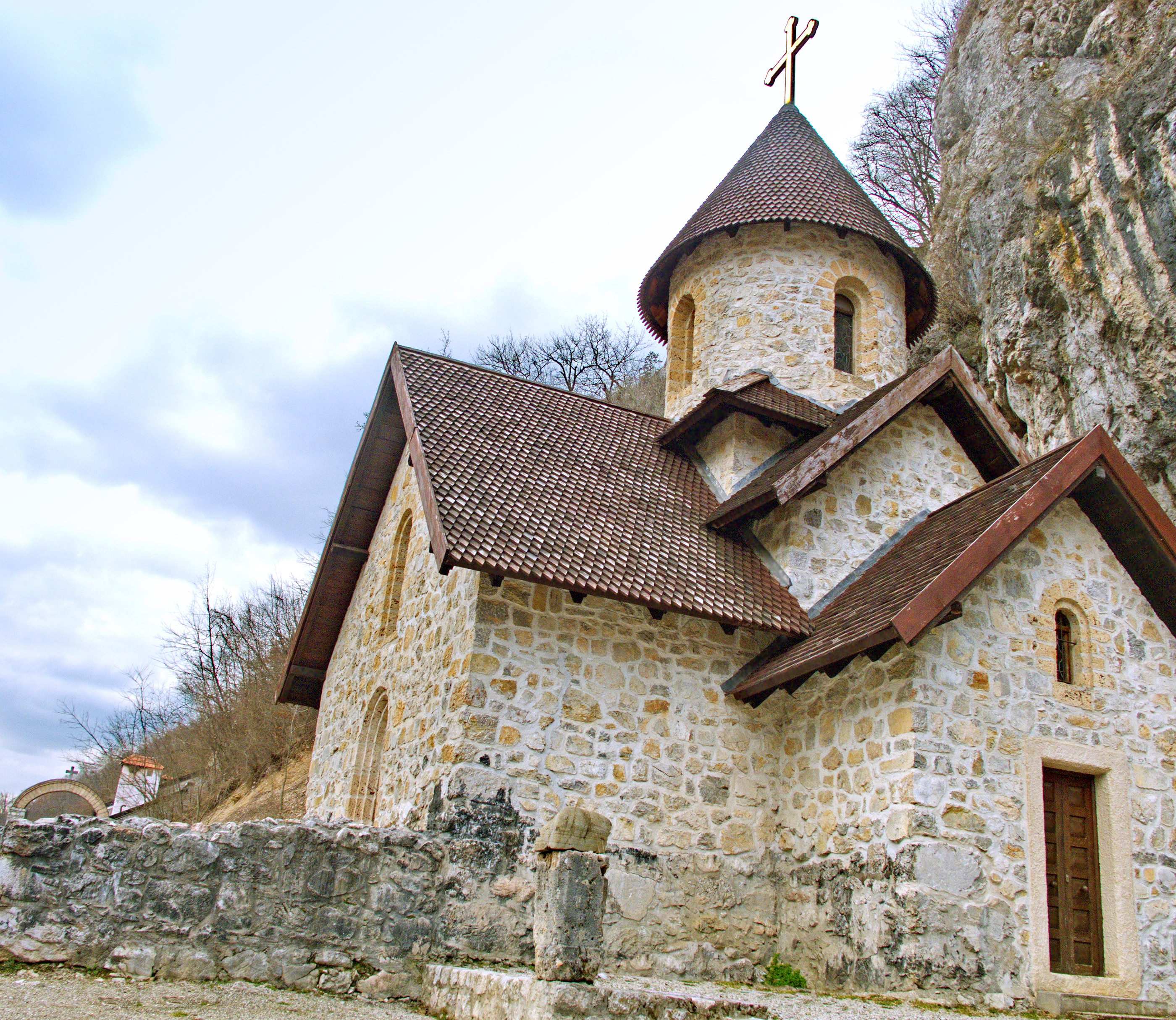
Het Kumanicaklooster in Vrbnica